# Vuelo 965 de Air Wisconsin
El Vuelo 965 de Air Wisconsin con matrícula N650S  fue un vuelo operado por Air Wisconsin que se estrelló cerca de Valley, Nebraska, el 12 de junio de 1980. El accidente fue causado por malas condiciones climáticas que hicieron que los motores fallaran y se perdiera el control de la aeronave.

## Accidente
El avión que operaba el Vuelo 965, un Fairchild Swearingen Metroliner , salió del Aeropuerto Regional del Condado de Outagamie en un vuelo de una escala al Aeropuerto Municipal de Lincoln a las 12:45 el 12 de junio de 1980. El vuelo se detuvo en Aeropuerto Internacional de Mineápolis-Saint Paul.
Mientras estaba en ruta el vuelo 965 se estaba acercándose a su destino, la aeronave experimentó turbulencias severas y fue autorizada a altitudes cada vez más bajas en un intento de evitar las turbulencias. Durante el descenso, la aeronave entró en una región de fuertes precipitaciones, lo que provocó que ambos motores se apagaran debido a los niveles muy altos de ingestión de agua. La tripulación logró volver a encender ambos motores, los pilotos perdieron el control y la aeronave impactó contra el suelo. La aeronave golpeó contra el suelo con un ligero nivel de cabina hacia abajo y una actitud de ala derecha baja, rebotó y luego golpeó contra el suelo por segunda vez, deslizándose por el suelo y deteniéndose invertida. Tanto la tripulación como once de los trece pasajeros murieron en el accidente.

## Aeronave
La aeronave accidentada, era un turbohélice Fairchild Swearingen Metroliner había volado un total de 8055 horas y había volado por primera vez en 1976. No se informaron fallas de la aeronave ni de sus sistemas antes del accidente, o descubiertas por la investigación del equipo.

## Investigación
La investigación se centró en por qué la aeronave voló deliberadamente a una región de clima muy extremo , sin que el control de tráfico aéreo informara a la tripulación del clima o el sistema de detección de clima a bordo indicara el clima extremo. 

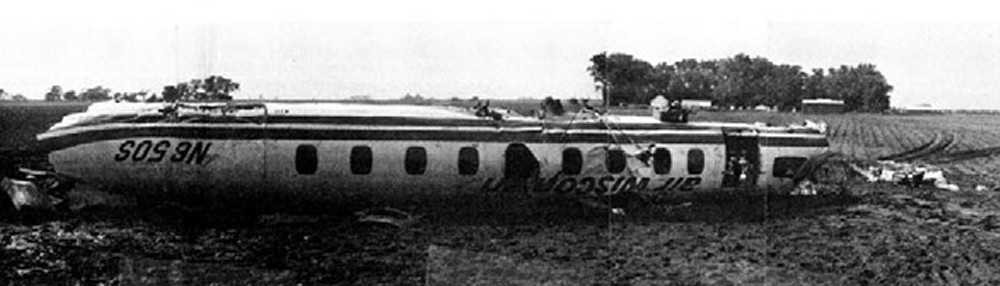
Foto de los restos del vuelo 965 de Air Wisconsin

## Causa
La causa directa del accidente se determinó como un vuelo hacia un clima extremo que provocó que los motores se apagaran y no se mantuviera el control durante la recuperación. Las causas que contribuyeron fueron la falla de los servicios de tránsito aéreo para advertir sobre el clima extremo y la incapacidad del radar meteorológico de la aeronave para penetrar incluso la precipitación moderada, lo que dejó a la tripulación sin darse cuenta de la precipitación extrema en el clima que se avecinaba.